# Parigi-Nizza 1985
La Parigi-Nizza 1985, quarantatreesima edizione della corsa, si svolse dal 3 al 10 marzo 1985 su un percorso di 1198,1 km ripartiti in 7 tappe (la quarta e la settima suddivise in due semitappe) più un cronoprologo. Fu vinto da Sean Kelly, davanti a Stephen Roche e Frédéric Vichot. Da segnalare l'abbandono di Laurent Fignon durante la quinta tappa, causa tendinite.

## Tappe
| Tappa  | Data     | Percorso                                | km     | Vincitore di tappa | Leader cl. generale |
| ------ | -------- | --------------------------------------- | ------ | ------------------ | ------------------- |
| Prol.  | 3 marzo  | Nanterre > Nanterre (Cron. individuale) | 6,6    | Allan Peiper       | Allan Peiper        |
| 1ª     | 4 marzo  | Avallon > Dole                          | 197,5  | Eddy Planckaert    | Allan Peiper        |
| 2ª     | 5 marzo  | Dole > Saint-Trivier-sur-Moignans       | 181    | Marc Madiot        | Bert Oosterbosch    |
| 3ª     | 6 marzo  | Châtillon-la-Palud > Saint-Étienne      | 181    | Eddy Planckaert    | Allan Peiper        |
| 4ª-1ª  | 7 marzo  | Donzère > Bédoin                        | 98     | Joël Pelier        | Allan Peiper        |
| 4ª-2ª  | 7 marzo  | Bédoin > Carpentras (Cron. a squadre)   | 35     | Panasonic          | Allan Peiper        |
| 5ª     | 8 marzo  | Carpentras > Gréoux-les-Bains           | 219    | Bert Oosterbosch   | Frédéric Vichot     |
| 6ª     | 9 marzo  | Gréoux-les-Bains > Mandelieu-la-Napoule | 171    | Pedro Muñoz        | Frédéric Vichot     |
| 7ª-1ª  | 10 marzo | Mandelieu-la-Napoule > Nizza            | 98     | Charly Mottet      | Frédéric Vichot     |
| 7ª-2ª  | 10 marzo | Nizza > Col d'Èze (Cron. individuale)   | 11     | Stephen Roche      | Sean Kelly          |
| Totale | Totale   | Totale                                  | 1198,1 |                    |                     |

## Dettagli delle tappe

### Prologo
- 3 marzo: Nanterre > Nanterre (cron. individuale) – 6,4 km

Risultati
| Pos. | Corridore        | Squadra     | Tempo |
| ---- | ---------------- | ----------- | ----- |
| 1    | Allan Peiper     | Peugeot     | 8'13" |
| 2    | Bert Oosterbosch | Panasonic   | a 1"  |
| 3    | Laurent Fignon   | Renault-Elf | a 10" |

| Pos. | Corridore        | Squadra     | Tempo |
| ---- | ---------------- | ----------- | ----- |
| 1    | Allan Peiper     | Peugeot     | 8'13" |
| 2    | Bert Oosterbosch | Panasonic   | a 1"  |
| 3    | Laurent Fignon   | Renault-Elf | a 10" |

### 1ª tappa
- 4 marzo: Avallon > Dole – 197 km

Risultati
| Pos. | Corridore         | Squadra   | Tempo    |
| ---- | ----------------- | --------- | -------- |
| 1    | Eddy Planckaert   | Panasonic | 5h43'31" |
| 2    | Walter Planckaert | Panasonic | s.t.     |
| 3    | Sean Kelly        | Skil      | s.t.     |

| Pos. | Corridore      | Squadra     | Tempo    |
| ---- | -------------- | ----------- | -------- |
| 1    | Allan Peiper   | Peugeot     | 5h51'44" |
| 2    | Laurent Fignon | Renault-Elf | a 10"    |
| 3    | Stephen Roche  | La Redoute  | a 13"    |

### 2ª tappa
- 5 marzo: Dole > Saint-Trivier-sur-Moignans – 181 km

Risultati
| Pos. | Corridore        | Squadra     | Tempo    |
| ---- | ---------------- | ----------- | -------- |
| 1    | Marc Madiot      | Renault-Elf | 4h43'00" |
| 2    | Bert Oosterbosch | Panasonic   | s.t.     |
| 3    | Frits Pirard     | Skil        | s.t.     |

| Pos. | Corridore        | Squadra     | Tempo     |
| ---- | ---------------- | ----------- | --------- |
| 1    | Bert Oosterbosch | Panasonic   | 10h34'40" |
| 2    | Allan Peiper     | Peugeot     | a 12"     |
| 3    | Laurent Fignon   | Renault-Elf | a 22"     |

### 3ª tappa
- 6 marzo: Châtillon-sur-Chalaronne > Saint-Étienne – 176 km

Risultati
| Pos. | Corridore       | Squadra    | Tempo    |
| ---- | --------------- | ---------- | -------- |
| 1    | Eddy Planckaert | Panasonic  | 4h46'19" |
| 2    | Sean Kelly      | Skil       | s.t.     |
| 3    | Nico Verhoeven  | Skala-Skil | s.t.     |

| Pos. | Corridore      | Squadra     | Tempo     |
| ---- | -------------- | ----------- | --------- |
| 1    | Allan Peiper   | Peugeot     | 15h21'11" |
| 2    | Laurent Fignon | Renault-Elf | a 10"     |
| 3    | Stephen Roche  | La Redoute  | a 13"     |

### 4ª tappa - 1ª semitappa
- 7 marzo: Donzère > Bédoin – 98 km

Risultati
| Pos. | Corridore       | Squadra     | Tempo    |
| ---- | --------------- | ----------- | -------- |
| 1    | Joël Pelier     | Skil        | 2h25'31" |
| 2    | Frédéric Vichot | Skil        | a 12"    |
| 3    | Charly Mottet   | Renault-Elf | s.t.     |

| Pos. | Corridore   | Squadra | Tempo     |
| ---- | ----------- | ------- | --------- |
| 1    | Joël Pelier | Skil    | 17h00'19" |

### 4ª tappa - 2ª semitappa
- 7 marzo: Bédoin > Carpentras (cron. a squadre) – 35 km

Risultati
| Pos. | Squadra           | Tempo  |
| ---- | ----------------- | ------ |
| 1    | Panasonic         | 45'42" |
| 2    | Skil-SEM-KAS-Miko | a 8"   |
| 3    | La Redoute        | a 52"  |

| Pos. | Corridore       | Squadra   | Tempo     |
| ---- | --------------- | --------- | --------- |
| 1    | Joël Pelier     | Skil      | 17h46'09" |
| 2    | Frédéric Vichot | Skil      | a 10"     |
| 3    | Phil Anderson   | Panasonic | a 44"     |

### 5ª tappa
- 8 marzo: Carpentras > Gréoux-les-Bains – 211 km

Risultati
| Pos. | Corridore        | Squadra              | Tempo    |
| ---- | ---------------- | -------------------- | -------- |
| 1    | Bert Oosterbosch | Panasonic            | 5h41'13" |
| 2    | Marc Gomez       | La Vie Claire Wonder | a 3"     |
| 3    | Sean Kelly       | Skil                 | a 56"    |

| Pos. | Corridore       | Squadra   | Tempo     |
| ---- | --------------- | --------- | --------- |
| 1    | Frédéric Vichot | Skil      | 23h28'28" |
| 2    | Phil Anderson   | Panasonic | a 34"     |
| 3    | Sean Kelly      | Skil      | a 55"     |

### 6ª tappa
- 9 marzo: Gréoux-les-Bains > Mandelieu-la-Napoule – 171 km

Risultati
| Pos. | Corridore     | Squadra   | Tempo    |
| ---- | ------------- | --------- | -------- |
| 1    | Pedro Muñoz   | Fagor     | 4h41'23" |
| 2    | Sean Kelly    | Skil      | a 45"    |
| 3    | Phil Anderson | Panasonic | a 48"    |

| Pos. | Corridore       | Squadra   | Tempo     |
| ---- | --------------- | --------- | --------- |
| 1    | Frédéric Vichot | Skil      | 28h10'41" |
| 2    | Phil Anderson   | Panasonic | a 32"     |
| 3    | Sean Kelly      | Skil      | a 50"     |

### 7ª tappa - 1ª semitappa
- 10 marzo: Mandelieu-la-Napoule > Nizza – 100 km

Risultati
| Pos. | Corridore            | Squadra     | Tempo    |
| ---- | -------------------- | ----------- | -------- |
| 1    | Charly Mottet        | Renault-Elf | 3h37'48" |
| 2    | Jean-Paul van Poppel | Skala-Skil  | a 19"    |
| 3    | Sean Kelly           | Skil        | s.t.     |

| Pos. | Corridore       | Squadra   | Tempo     |
| ---- | --------------- | --------- | --------- |
| 1    | Frédéric Vichot | Skil      | 30h48'48" |
| 2    | Phil Anderson   | Panasonic | a 32"     |
| 3    | Sean Kelly      | Skil      | a 50"     |

### 7ª tappa - 2ª semitappa
- 10 marzo: Nizza > Col d'Èze (cron. individuale) – 11 km

Risultati
| Pos. | Corridore             | Squadra              | Tempo  |
| ---- | --------------------- | -------------------- | ------ |
| 1    | Stephen Roche         | La Redoute           | 20'52" |
| 2    | Sean Kelly            | Skil                 | a 1"   |
| 3    | Jean-François Bernard | La Vie Claire Wonder | a 59"  |

| Pos. | Corridore       | Squadra    | Tempo     |
| ---- | --------------- | ---------- | --------- |
| 1    | Sean Kelly      | Skil       | 31h10'19" |
| 2    | Stephen Roche   | La Redoute | a 23"     |
| 3    | Frédéric Vichot | Skil       | a 54"     |

## Classifiche finali

### Classifica generale
| Pos. | Corridore         | Squadra                | Tempo     |
| ---- | ----------------- | ---------------------- | --------- |
| 1    | Sean Kelly        | Skil-SEM-KAS-Miko      | 31h10'19" |
| 2    | Stephen Roche     | La Redoute             | a 23"     |
| 3    | Frédéric Vichot   | Skil-SEM-KAS-Miko      | a 54"     |
| 4    | Phil Anderson     | Panasonic              | a 1'04"   |
| 5    | Pedro Muñoz       | Fagor                  | a 1'56"   |
| 6    | Robert Millar     | Peugeot-Shell-Michelin | a 2'11"   |
| 7    | Éric Caritoux     | Skil-SEM-KAS-Miko      | a 2'17"   |
| 8    | Pascal Simon      | Peugeot-Shell-Michelin | a 2'21"   |
| 9    | Charly Mottet     | Renault-Elf            | a 2'33"   |
| 10   | Jean-Marie Grezet | Cilo-Aufina-Magniflex  | a 2'35"   |

### Classifica giovani
| Pos. | Corridore     | Squadra     | Tempo     |
| ---- | ------------- | ----------- | --------- |
| 1    | Charly Mottet | Renault-Elf | 31h12'52" |

### Classifica scalatori
| Pos. | Corridore         | Squadra | Tempo |
| ---- | ----------------- | ------- | ----- |
| 1    | Jean-Claude Bagot | Fagor   | ?     |